# Pilsbryspira atramentosa
Pilsbryspira atramentosa é uma espécie de gastrópode do gênero Pilsbryspira, pertencente a família Pseudomelatomidae.